# Haute Infidélité
Pour plus de détails, voir Fiche technique et Distribution.
Haute Infidélité (Alta infedeltà) est un film à sketches, relevant de la comédie à l'italienne, composé de quatre épisodes réalisés par Franco Rossi (Scandaloso), Elio Petri (Peccato nel pomeriggio), Luciano Salce (La Sospirosa) et Mario Monicelli (Gente moderna), sorti en 1964.

## Synopsis

### Scandaloso(Scandaleux)
Francesco Mangini est un mari jaloux et excessivement protecteur de son épouse Raffaella, mais un jour il découvre être l'objet du désir de l'amant de sa femme.

### Peccato nel pomeriggio(Péché au cours de l'après-midi)
Laura tente de tromper son mari Giulio et par une équivoque se retrouvera justement devant son époux.

### La Sospirosa(La Soupireuse)
Gloria est jalouse de son mari Paolo, mais un jour que celui-ci s'absente, elle le trompe avec son meilleur ami Tonino.

### Gente moderna(Gens modernes)
Cesare perd tout son argent avec son ami au jeu de cartes et afin de payer sa dette, il accepte de lui prêter pour une nuit son épouse Tebaide.

## Fiche technique
- Titre : Haute Infidélité
- Titre original : Alta infedeltà
- Réalisation : Franco Rossi (Scandaloso) ; Elio Petri (Peccato nel pomeriggio) ; Luciano Salce (La Sospirosa) ; Mario Monicelli (Gente moderna).
- Scénario : Age & Scarpelli, Ruggero Maccari, Ettore Scola
- Directeur de la photographie : Ennio Guarnieri (Scandaloso, Peccato nel pomeriggio, La Sospirosa), Gianni Di Venanzo (Gente moderna)
- Montage : Giorgio Serralonga (Scandaloso), Renato Cinquini (Peccato nel pomeriggio), Adriana Novelli (La Sospirosa), Ruggero Mastroianni (Gente moderna)
- Musique : Armando Trovajoli
- Costumes : Lucia Mirisola
- Scénographie : Gianni Polidori (Scandaloso, La Sospirosa), Piero Gherardi (Peccato nel pomeriggio), Mario Garbuglia (Gente moderna)
- Producteur : Gianni Hecht Lucari
- Maison de production : Dino De Laurentiis
- Distribution : Documento Film
- Genre : Comédie à l'italienne
- Pays de production :  Italie
- Durée : 
  - Italie : 90 minutes
  - France : 95 minutes
- Dates de sortie :
  - Italie : 22 janvier 1964
  - France : 15 juillet 1964

## Distribution
Scandaloso
- Nino Manfredi : Francesco Mangini
- Fulvia Franco : Raffaella Mangini
- John Phillip Law : Ronald
- Eleanor Beaucour : patronne de la pension
- Vittorio La Paglia : l'imbécile
- Luigi Zerbinati : père de l'imbécile

Peccato nel pomeriggio
- Charles Aznavour : Giulio
- Claire Bloom : Laura

La Sospirosa
- Monica Vitti : Gloria
- Jean-Pierre Cassel : Tonino
- Sergio Fantoni : Paolo, mari de Gloria

Gente moderna
- Ugo Tognazzi : Cesare Bertolazzi
- Bernard Blier : Reguzzoni
- Michèle Mercier : Tebaide, épouse de Cesare